# جابریه
شهر جابریه (به عربی: الجابریة) ، در استان حولی در کشور کویت واقع شده‌است. جمعیت این شهر ۴۴٫۰۶۱ نفر است.